# Sphingius deelemanae
Espèce
Sphingius deelemanae est une espèce d'araignées aranéomorphes de la famille des Liocranidae.

## Distribution
Cette espèce est endémique de Hainan en Chine,. Elle se rencontre sur le mont Jianfengling.

## Description
Le mâle holotype mesure 2,25 mm.

## Étymologie
Cette espèce est nommée en l'honneur de Christa Laetitia Deeleman-Reinhold.

## Publication originale
- Zhang & Fu, 2010 : A new species of the genus Sphingius (Araneae, Liocranidae) from China, and first description of the female: Sphingius hainan Zhang, Fu & Zhu, 2009. ZooKeys, vol. 49, p. 23-31 (texte intégral).